# Чуваки (фильм)
Чуваки (англ. Slackers) — комедийный фильм, снятый режиссёром Дьюи Никсом в 2002 году.

## Сюжет
Студенты Дэйв, Сэм и Джефф — везучие парни и первые претенденты на звание «бакалавров вранья и безделья». 
Благодаря хитрости и откровенному нахальству эта «блистательная» троица раздолбаев кое-как проучилась четыре года.
Но теперь, перед последними экзаменами, друзьям грозит отчисление. А всему виной суперзубрила Итан, узнавший о проделках парней. Угрожая разоблачением, Итан готов «снять их с крючка» лишь при одном условии: Дэйв, Сэм и Джефф помогут ему завоевать сердце умницы и красавицы Анжелы.
Дэйву кажется, что он и его приятели легко провернут это дельце. Но, увидев Анжелу, Дейв влюбляется в неё. Теперь, чтобы успешно окончить колледж, друзьям предстоит перехитрить Итана…

## В ролях
| Актёр            | Роль          |
| ---------------- | ------------- |
| Девон Сава       | Дейв Гудвин   |
| Джейсон Сигел    | Сэм Шэктер    |
| Майкл Маронна    | Джефф Дэвис   |
| Джейсон Шварцман | Итан Даллес   |
| Джейми Кинг      | Анжела Пэттон |
| Лаура Препон     | Риана Кэсс    |
| Ретта            | Бруна         |

В качестве камео в фильме появились Камерон Диас и Мами Ван Дорен.